# 80 Sappho
För andra betydelser, se Sappho (olika betydelser).
80 Sappho är en asteroid upptäckt 2 maj 1864 av den brittiske astronomen Norman Robert Pogson i Madras. Asteroiden har fått sitt namn efter den grekiska poeten Sapfo.